# 挥舞血衣

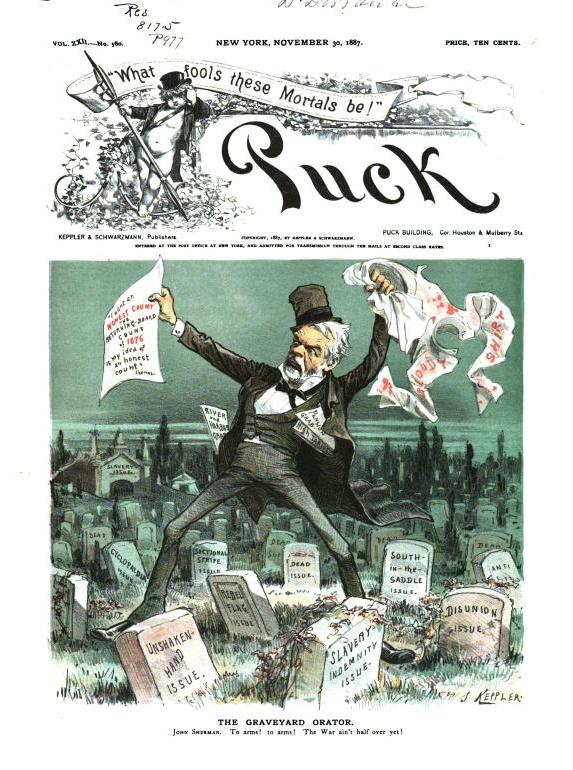
《Puck》杂志的漫画讽刺了共和党参议员约翰·谢尔曼在1887年旧事重提、借“血衣”再度唤起内战记忆的做法，当时距离内战结束已过去二十多年。

“挥舞血衣”（英語：Waving the bloody shirt）或“血衣竞选”（英語：bloody shirt campaign）是美国重建时期竞选中常见的贬义说法，用来讽刺那些煽情呼吁为内战阵亡士兵复仇的反对派政客。激进共和党人是这一说法的主要攻击对象，被指借战争记忆为自己捞取政治资本。民主党人在南方竞选时，也同样热衷于打这张“内战牌”。

## 起源
一些历史学者认为，这一说法最早可追溯到南北战争期间。当时，未来的民粹党总统候选人詹姆斯·B·韦弗在爱荷华州南部集结部队，曾高举一件沾血的衬衫——那是位牧师的衣物，此人因在得克萨斯向奴隶传教遭到鞭打。真正让“挥舞血衣”一词流行起来的，是1871年4月的一桩杜撰事件：前联邦将军、本杰明·巴特勒在国会演讲时据称举起一件染有投机政客鲜血的衬衫，这位政客曾遭三K党毒打。虽然巴特勒确曾在当月发表谴责三K党的演讲，但他从未举起所谓“血衣”。南方白人借此编排讥讽他，用这件子虚乌有的“血衣”来反驳三K党对获释黑人与共和党人所犯下的大量暴行，甚至包括谋杀。
19世纪70年代，共和党人时常将民主党描绘成背叛者，声称他们企图破坏内战的成果。激进派代表、著名演说家罗伯特·G·英格索尔便曾直指战争与奴隶制的种种苦难都应由民主党负责：“每一个想毁掉这个国家的人，都是民主党人。二十年来，这个共和国的每一个敌人，都是民主党人。每一个朝联邦士兵开枪的人，都是民主党人。”这种手法在随后十年仍屡试不爽，但随着战争记忆逐渐淡去，效力也开始减弱。
“红衫军”是19世纪一个早已解散的白人至上主义准军事组织，其名称源于他们所穿的制服，用以讥讽“挥舞血衣”这一说法。
“血衣”在共和党竞选中一直沿用到19世纪80年代末，一些共和党候选人甚至声称民主党打算再次脱离联邦、挑起新的内战。1884年，共和党的竞选口号是“酒、罗马教、叛乱”，既影射民主党在内战中的角色，也攻击其在天主教徒和反禁酒派中的支持基础。到了19世纪90年代，共和党逐渐停止使用“血衣”这一策略，新一代党内领袖如威廉·麦金莱和其筹款人马克·汉纳认为此法已失灵。身为国会议员时，麦金莱曾用支持自己的《麦金莱关税法》作为交换，促使共和党放弃《洛奇法案》——这是党内为数不多的民权立法努力之一。担任总统后，麦金莱继续推行对南方和民权问题“宽和”的立场。他不仅在阿灵顿国家公墓设立邦联纪念碑，而且在1898年北卡罗来纳州威尔明顿白人至上主义者推翻市政当局时袖手旁观。
如今“挥舞血衣”一词常简称“血衣”，并更广泛地用于指任何煽动党派仇恨的行为。

## 引用著作
- Budiansky, Stephen. . New York: Viking. 2008: 1–5  [2011-11-16]. ISBN 978-0-670-01840-6. OCLC 173350931.